# Carlos Guzmán Bermúdez
Carlos Guzmán Bermúdez (20 de febrero de 1957 en Desamparados, San José, Costa Rica) es un músico, compositor, productor, arreglista y director musical. Con una larga trayectoria en la música popular costarricense ha sido ganador de varios reconocimientos, entre ellos el más importante el Premio Nacional de Música Aquileo Echeverría en 2008. Desde temprana edad canta, toca el piano, la guitarra y ocasionalmente otros instrumentos. Su trayectoria musical es reconocida a nivel nacional e internacional, como músico costarricense es uno de los más reconocidos y respetados por su grupo Gaviota, del cual es director musical, tecladista y compositor, y también por sus trabajos en música sinfónica, y es el autor del Canto a la Abolición del Ejército.

## Biografía

### Primeros años
Es el sexto hermano de diez de la familia Guzmán Bermúdez. Sus padres Manuel Enrique Guzmán Jiménez (†) y Teresa Bermúdez Arguedas (†) fomentaron la música en la familia desde pequeños. Aprendió a tocar guitarra a los 5 años, su tío Macedonio Jiménez Castro (†) conocido como "padrino" le regaló una guitarra cuando cumplió 6 años, luego respaldó el proyecto musical de la familia con instrumentos eléctricos y clases de música con el maestro Joaquín Ureña (†) en Desamparados, de ahí nació un grupo musical llamado: Los hermanitos Guzmán, luego se convirtió en Arcoíris Musical. Carlos inició en la música de manera temprana, a los seis años grabó su primer disco en radio Columbia siendo intérprete y tocando guitarra.
Inició su formación musical en el Conservatorio Castella donde cursó algunos años y luego de la secundaria, retomó los estudios musicales en la Escuela de Música de la Universidad Nacional y el programa juvenil de la Orquesta Sinfónica Nacional. En 1977 funda junto a sus hermanos el grupo Gaviota y un año más tarde lanzarían su primer disco llamado: Era otro cielo (1978), que incluía una de sus primeras composiciones que resultó ser el primer éxito de la agrupación: Cuando busco tu cariño.

### En alas de Gaviota
A partir de 1977 Gaviota se integró definitivamente y empezó a tener mucho éxito a nivel local e internacional. Roberto Giralt de Radio Mil, sería el mánager del grupo en ese entonces.
Buena parte del éxito de Gaviota desde sus inicios fue el desarrollo de un estilo característico, un sonido propio, una identidad musical. Los arreglos vocales e instrumentales, así como el criterio para escoger su repertorio, les ha dado importantes frutos en su extensa trayectoria artística. Se han presentado en Puerto Rico, México, Panamá, Colombia, Perú, Venezuela y Ecuador, además en toda el área Centroamericana, en los Estados Unidos, en Francia, Alemania y otros países europeos.
Entre sus actuaciones más destacadas están los programas “Siempre en Domingo” en México, “El Show de las 12” en Puerto Rico, “Y Vero América Va” de Verónica Castro y el concurso Miss Universo 1986. Teatros de gran importancia como el Musikhalle de Hamburg en Alemania, el auditorio de la Universidad Georgetown en Washington, el Teatro Nacional de Costa Rica, el Centro Atlapa de Panamá y el gran Zenith de Toulouse, Francia.
La discografía de Gaviota incluye 21 discos de larga duración, incluyendo selecciones de grandes éxitos como "Nuestra Música Vol. 1 y 2" editado por Sony Music. Destaca su disco "Mil Besos" grabado en México, bajo la producción del maestro Armando Manzanero. Con el cual Carlos Guzmán comparte una gira en Japón como tecladista del compositor.
El disco 'Gaviota de Fiesta' incluye su éxito 'Acércate', canción oficial del Festival Mundial de los Pirineos en Francia, en el año 2000, y la canción más destacada compuesta por Carlos Guzmán llamada: Soy Tico. La cual forma parte del cancionero nacional costarricense y se ha convertido en todo un himno y canción entrañable para muchos 'ticos' que viven fuera del país y sin duda un éxito indiscutible de Gaviota.
Algunos de los temas más reconocidos y que continúan siendo parte fundamental del repertorio de Gaviota son: '¿Qué vas a hacer esta noche?', 'Ella', 'Ana mía', 'Hablando de amores', 'La aurora', entre otros.
Parte de la reseña histórica de Gaviota:
- 1982 Festival Internacional de Música del Caribe, Cartagena, Colombia.
- 1984 Presentación en "Siempre en Domingo", México D.F.
- 1984 Presentación en "Hoy Mismo, con Guillermo Ochoa", México D.F.
- 1986 Actuación en Miss Universo, Panamá.
- 1986 Concierto en el Auditorio del Sindicato de Músicos de México, México, D.F.
- 1986 Raúl Di Blassio y Gaviota en Concierto. Teatro Melico Salazar, Costa Rica
- 1988 5 actuaciones en el Show de las 12, Telemundo, Puerto Rico.
- 1988 Baile de Gala Amigos de las Américas, Galerías Mall, Houston.
- 1988 Telemaratón de Puerto Rico, Coliseo Roberto Clemente, San Juan, Puerto Rico.
- 1990 Cena de bienvenida al Sr. Pres. de la República Rafael A. Calderón, Club Unión, Costa Rica
- 1990 Festival Mundial de la Canción, Curacao.
- 1991 Universidad de Georgetown, Washington D. C.
- 1992 Presentación en Programa de Verónica Castro, Caracas Venezuela
- 1994 Cena de bienvenida al Sr. Pres. de la República José M. Figueres, Club Unión, Costa Rica.
- 1994 Concierto de traspaso de poderes, Calderón / Figueres, Hotel Herradura, Costa Rica.
- 1994 Desfile de la Hispanidad, 5.ª. Avenida, Nueva York.
- 1995 Pandora y Gaviota en Concierto. Teatro Nacional de Costa Rica.
- 1995 Armando Manzanero y Gaviota en Concierto. Teatro Melico Salazar, Costa Rica
- 1995 Gira a Ecuador. Grabación de especial musical para ECUAVISA TV.
- 1997 Concierto en el Musikhalle, Hamburgo, Alemania
- 1997 Concierto en LA MAISON DES JEUNES, Vichy, Francia.
- 1997 Disco LA CARRERA DE LA VIDA.
- 1997 Primera gira a Europa /Francia, Alemania, Bélgica y Holanda
- 1998 Gaviota es declarado grupo de interés cultural decreto ejecutivo n.º 26851-C publicado en LA GACETA el lunes 4 de mayo de 1998
- 1998 Concierto póstumo en honor a Joaquín Tacsan. Teatro Nacional, Costa Rica.
- 1998 Cena de bienvenida al Sr.Pres. de la República Miguel A. Rodríguez, Club Unión, Costa Rica.
- 2000 Álvaro Torres y Gaviota en Concierto. Teatro Melico Salazar, Costa Rica
- 2000 Festival Internacional de Luberon, Manosque, Francia.
- 2000 Festival Mundial de los Pirineos, Francia. (Premio "Acércate" Canción Oficial)
- 2000 Festival Musical de Carcassonne, Francia. (Alternando con Lara Fabián)
- 2000 Concierto de Salsa en Le Zenit, Toulouse, Francia. (únicamente Gaviota ante 6 mil personas)
- 2000 La cantante Laura Dondi ocupa un 1.er lugar Festival Internacional de Buga, Colombia.
- 2001 Cena Reunión Cumbre de la O.E.A. Embajada EE. UU., Costa Rica.
- 2002 Cena de Gala reunión Cumbre Grupo de Río, Country Club, Costa Rica.
- 2003 Gira a Estados Unidos
- 2004 Disco Nuestra Música Vol. II
- 2005 Gira a Estados Unidos
- 2006 Disco Qué vas a hacer esta noche
- 2007 30 Aniversario
- 2008 Disco La Filarmónica en Alas de Gaviota
- 2013 Disco Gaviota a la Italiana

### Logros como solista
Sus obras comprenden distintos géneros que van desde los ritmos latinos y baladas populares, hasta piezas sinfónicas y de cámara. Además ha compuesto himnos y música para publicidad y temas para radio y televisión.

#### Festival OTI
Arreglista y director invitado en ocho finales internacionales del Festival OTI (Washington, Sevilla, México DF, Miami, Santiago, Asunción, Quito y San José). Sus arreglos acompañaron artistas como María Conchita Alonso, Álvaro Torres, Braulio y Armando Manzanero, con quien realizó varias giras internacionales incluyendo Suramérica y Japón.

#### ACAM
Al lado de algunos de los más destacados autores costarricenses, fundó la Asociación de Compositores y Autores Musicales de Costa Rica (ACAM) en 1990, y ocupó el puesto de presidente durante 5 años.
ACAM es la institución costarricense que trabaja por los derechos de los autores y compositores costarricenses.

#### Inspiraciones costarricenses
Entre su obras más destacadas están “Inspiraciones Costarricenses”, suite con las principales canciones típicas de Costa Rica, interpretada y grabada en disco compacto por la Orquesta Sinfónica Nacional. Ese arreglo musical fue solicitado a Guzmán por Gloria Waissbluth, directora artística de la OSN en ese entonces, para complementar el repertorio con música folklórica costarricense.
Guzmán especifica: “A mí se me ocurrió la idea de enlazar de una manera fluida un gran número de canciones costarricenses populares. Este arreglo debía pasar de una canción y de un ritmo a otro de una manera fácil de escuchar, y así surgieron las Inspiraciones costarricenses ”. La obra Inspiraciones costarricenses incluye 17 canciones tradicionales: Guaria morada (de Roberto Gutiérrez), Burro e’ Chilo (Héctor Zúñiga R.), Patriótica costarricense (Manuel María Gutiérrez), Caballito nicoyano (Mario Chacón), Ticas lindas, Pampa (Aníbal Reni), Luna liberiana (Jesús Bonilla Chavarría), Caña dulce (José Joaquín Salas Pérez/ J. Daniel Zúñiga), Linda Costa Rica (Trino López Guerra) y Punto guanacasteco.

#### Soy Tico
En el año 1995, como parte de su repertorio de música popular costarricense, Carlos Guzmán presenta la canción Soy Tico. Esta canción es definida por la crítica local como “la canción que describe al ser costarricense”. Esta composición es un resumen de los elementos con los cuales un “tico” se puede identificar, especialmente los costarricenses que por alguna razón viven fuera del país. Esta canción ha sido agregada al cancionero de música popular de Costa Rica y se ha grabado en diferentes versiones por parte de otros artistas.
'Soy Tico' apela a canciones típicas del repertorio folklórico costarricense: “Luna Liberiana”, “Caballito Nicoyano”, “La Patriótica” y “Pasión”; las cuales son aún de aprendizaje obligatorio en las escuelas y que respondían a la construcción de la identidad costarricense por la vía de la música considerada patriótica, la misma que una vez más remite al contexto guanacasteco, instrumentos populares en Costa Rica como la guitarra y la marimba. En una segunda estrofa, Guzmán recupera las características que representan a Costa Rica como apta para el cultivo, tanto por una fertilidad en la tierra como por la presencia abundante de la lluvia. De modo que Guzmán plantea un recorrido amplio y sobrio dentro del proceso de construcción de la identidad costarricense que toma en cuenta la música, el paisaje, el carisma, el producto comercial, los sentimientos, la proyección humana y finalmente la disposición.
En el año 2013, con la visita del presidente estadounidense Barack Obama a Costa Rica, un coro de niños recibió al mandatario con un arreglo coral de 'Soy Tico' para el agrado de Obama y de la presidenta Laura Chinchilla.

#### La Sinfonía de los Volcanes
La "Sinfonía de los Volcanes" nace como un deseo del autor de “escribir una pieza musical que se relacionara con el volcán Arenal.” Luego decidió ampliarla a otros volcanes: Poás, Rincón de la Vieja e Irazú. Dedicó 4 años a este proyecto, hasta su culminación en el 2008. En septiembre de ese año, se estrenó en el teatro Eugene O´Neill, interpretado por la Orquesta Sinfónica de la Universidad de Costa Rica y dirigido por el maestro Alejandro Gutiérrez. A raíz de esto, recibió el Premio Nacional de Música Aquileo J. Echeverría 2008.
Ha sido interpretada por la Orquesta Sinfónica de la Universidad Central de la Florida, en Estados Unidos, en el 2010 y también fue interpretada por la Orquesta Sinfónica Nacional (OSN) dirigida por el maestro Marvin Araya.
El disco de esta obra está compuesto que contiene: l. Arenal; ll. Poás; lll. Rincón de la Vieja y lV. Irazú. Guzmán ganó dos premios ACAM en el año 2012 por la grabación de la sinfonía en las categorías de arreglo y compositor de música formal.

#### Docencia
Como profesor de música ha tenido varias etapas, apenas saliendo del colegio fue profesor del Liceo de San Antonio de Desamparados y del Monseñor Odio, también en Desamparados. Años más tarde se desempeñó como profesor de la escuela de música de Aguacaliente de Cartago y en el año 2008 impartió clases de armonía e instrumentación en la Universidad Nacional de Costa Rica.

#### Premios
- 1986 Quinto lugar Festival de la Canción y el Intérprete, San Juan Puerto Rico. Canción "Déjame ser".
- 1984 Mejor arreglo Festival OTI, San José Costa Rica. (Otorgado por los miembros de la orquesta).
- 1986 Primer lugar Festival RIANDE de la Canción e Intérprete, Panamá. Canción "Acércate"
- 1989 Mejor arreglo Festival OTI, San José Costa Rica. (Otorgado por los miembros de la orquesta).
- 1991 Premio Fama, Ministerio de Cultura, como arreglista de la Década 1980-1989.
- 2000 Compositor del año. Premio ACAM. Canción "Soy Tico".
- 2000 Autor musical del año. Premio ACAM. Canción "Soy Tico".
- 2000 Canción oficial Festival de los Pirineos, Francia. Canción "Acércate".
- 2008 Premio Nacional de Cultura Aquileo J. Echeverría en Música.
- 2012 Premio ACAM al disco 'Sinfonía de los volcanes'.

### Piedra lunar

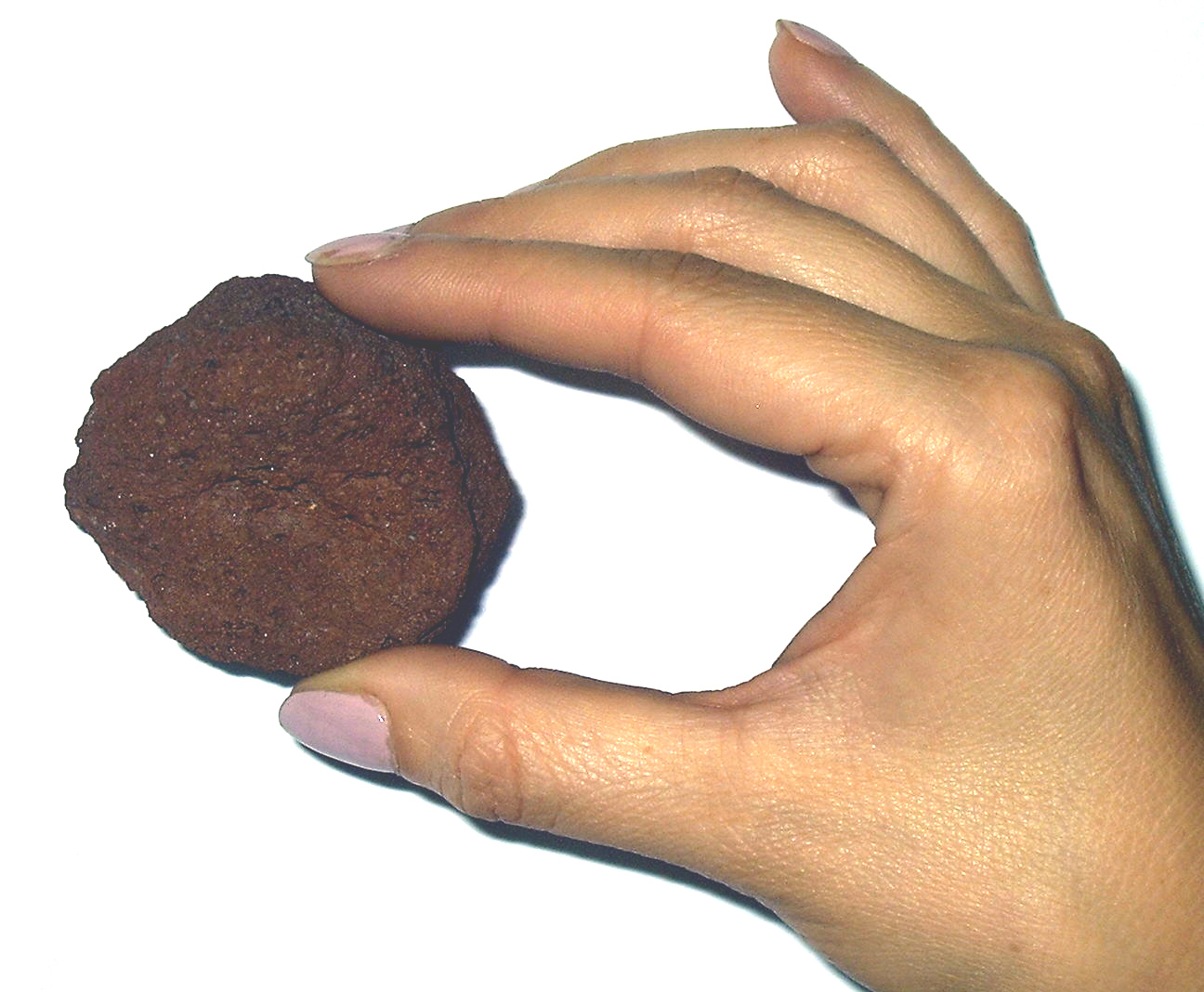
Piedra lunar de Carlos Guzmán

En un gira a Estados Unidos invitaron a Gaviota a las instalaciones de la NASA en Houston Texas. Como suele suceder en las grandes ciudades, el auto en que viajaba tomó una autopista equivocada y Carlos Guzmán llegó un poco tarde al Centro Espacial. Al terminar el recorrido, los otros integrantes de Gaviota que llegaron temprano le contaron que aprovecharon la compañía de Doña Doris Yankelewitz Berger (primera dama de Costa Rica 1982-1986) y las ventajas que conllevaba su investidura para conocer un poco más de la NASA, incluso fueron atendidos personalmente por el Dr. Franklin Chang-Díaz en su propio laboratorio. “Es más - dijo el guitarrista - ¡nos regaló una muestra de piedra lunar!” y le mostró a Carlos una pequeña piedra rojiza del tamaño de una papa, algo porosa,, que llamó fuertemente la atención de Carlos por su afición a la astronomía y los misterios del universo.
Al día siguiente Carlos notó que la piedra estaba abandonada cerca de una ventana en el hotel. Criticó a sus hermanos por el descuido y guardó la piedra lunar envuelta en un fino papel de seda blanco. Así viajó la piedra lunar a Costa Rica, desde entonces fue cuidadosamente guardada. Pasaron los años y de vez en cuando Carlos mostraba su tesoro lunar a los amigos que lo visitaban.
Varios años después, durante un ensayo hablaban de cosas interesantes que les han ocurrido durante su trayectoria artística de más de 25 años. Cuando Carlos recordó la piedra lunar le dijo a los otros integrantes del grupo: “ no saben ustedes lo que tengo guardado”, inmediatamente sacó del papelito blanco la preciosa joya y todos se rieron a carcajadas.
El engaño duró más de 15 años. Enrique Guzmán (conocido como Quique), el guitarrista, había juntado la piedra del estacionamiento de la NASA.

### Actualidad
En el 2011 funda el Coro Maravilloso, un grupo de más de 50 integrantes, que bajo su dirección musical viajaron en el 2013 al Festival Mundial de Coros en Puebla, México. En esa ocasión el maestro fue invitado a dirigir la Orquesta Normal de Puebla junto a todos los coros participantes para interpretar su canción 'Distintos Caminos'.
En 2013 Gaviota lanza su vigésimo primer álbum titulado 'Gaviota a la Italiana', con una propuesta que combina canciones cantadas en español e italiano, por parte del cantante italiano Domenico Veri que compuso junto a Carlos Guzmán todos los temas. El álbum cuenta con 10 canciones de las cuales ya son éxitos radiales “Ya no se qué hacer”, “Es un amor prohibido” y “Háblame de ella” esta última interpretada a dúo por los cantantes Domenico y Willie Granados.

## Discografía

### Discografía Gaviota
1. Era otro cielo (1978).
2. Gaviota (1979)
3. Gaviota (Editado Miami, CBS Internacional) (1980)
4. Nostalgia (1980)
5. La Aurora (1982)
6. 15 Grandes éxitos de Gaviota (Recopilación) (1983)
7. En alas de Gaviota (1984)
8. Gaviota (relanzamiento México, CBS Internacional) (1985)
9. Navidad en alas de Gaviota (1986)
10. Gaviota A.C. (1990)
11. Sombras (1991)
12. Gaviota en vivo espectacular (1992)
13. Mil besos (1992)
14. Éxitos digitales Gaviota, Manantial (1994)
15. Interprète les succès et les rythmes d'Amerique Latine (1997)
16. Gaviota, nuestra música (Recopilación) (1997)
17. Gaviota, nuestra música Vol. 2 (Recopilación) (1997)
18. Gaviota de fiesta (2001)
19. ¿Qué vas a hacer esta noche? (2006)
20. La filarmónica en alas de Gaviota (2008)
21. Gaviota a la italiana (2013)

### Discografía solista
1. Inspiraciones costarricenses
2. Entre cantadas y conversonas (con Emeterio)
3. Sinfonía de los volcanes
4. Soy Tico
5. Nace Jesús